# Суперземља
Суперземља је екстрасоларна планета масе веће од Земље, али знатно мање него код ледених џинова Сунчевог система, Урана и Нептуна, који имају, редом, 15 и 17 Земљиних маса. Појам „Суперземља” односи се само на масу планете, па зато не подразумева ништа о условима на површини или погодности за живот. Алтернативни појам „гасни патуљци” може да буде тачнији за оне на вишем крају масовне скале, као што је предложила професорка на Масачусетском технолошком институту Сара Сигер, иако су „мини-Нептуни” чешћи појам.